# Festival internazionale del cortometraggio Corti and Cigarettes
Il festival internazionale del cortometraggio Corti and Cigarettes è stato un festival cinematografico internazionale nato nel 2008, che, oltre al cortometraggio, si rivolgeva a nuove forme di fare cinema, dallo smartphone alle serie tv, alle web serie, al cinema d’animazione e si è svolto all'Auditorium Conciliazione di Roma.

## Descrizione
Il direttore generale è Nicola Liguori, il direttore artistico Tommaso Ranchino e il presidente Annamaria Liguori. Il festival è co-prodotto dall'associazione culturale Meltin'Pot e dall’associazione "Amici dell'Auditorium", legata all'Auditorium Conciliazione di Roma
Il programma della manifestazione prevede due giorni di proiezioni e incontri con gli autori emergenti, esponenti della critica cinematografica, registi, attrici, attori e personaggi dello spettacolo.
Il festival si compone di due sezioni principali: “Corti internazionali” e “Corti sperimentali” e tre rassegne: “Medshort”, “Mobile Short”, “Web Short”, “Short Toons”.
In ogni edizione sono previsti i premi alla carriera alle professioni del cinema.
Lina Wertmüller è stata la madrina dell'edizione 2011, mentre Liliana Cavani dell'edizione 2012.

Monica Scattini ha presentato il festival dal 2010 al 2012.

Nel 2012 è stato insignito della medaglia d'oro di Rappresentanza del presidente della Repubblica da Giorgio Napolitano.

## La V edizione del festival (2012)
La quinta edizione del festival internazionale del cortometraggio Corti and Cigarettes si è svolta 15 e 16 settembre 2012, a Roma, presso l'Auditorium Conciliazione.

Numerosi gli ospiti del mondo del cinema italiano si sono intercorsi nell'edizione del 2012: Lino Banfi, Francesco Pannofino, Alexis Sweet, Piera Degli Esposti, Pino Quartullo, Osvaldo Desideri, Corinne Cléry, Ludovico Fremont, Lorenzo De Angelis, Alice Bellagamba, Emanuela Rossi.

### Le sezioni
Le sezioni Corti internazionali, Corti sperimentali e la rassegna Med Short hanno presentato le opere in concorso.

Fuori concorso sono stati presentati i cortometraggi Senza parole di Antonello De Leo, con Rocco Papaleo (Italia), già nominato ai Premi Oscar nel 1997, e il corto-documentario Una vita per il cinema di Rodolfo Martinelli, intervista alla compianta casting-director Shaila Rubin.
Il gran galà che chiude il festival ha avuto come ospite d'onore la regista Liliana Cavani ed è stato presentato dagli attori Monica Scattini e Andrea Dianetti.
I cortometraggi finalisti presentati durante il gran galà sono stati:

Terra, di Piero Messina, con Giorgio Colangeli (Italia)

Ekmek – Bread, di Koray Sevindi (Turchia)

Cesare, di e con Karen Di Porto, con Andrea Planamente (Italia)

Pollicino, di Cristiano Anania, con Christian Marazziti (Italia)

Matar a un nino, di Esteban Alenda (Spagna)
Presentato fuori concorso anche Clarisse, corto-documentario di Liliana Cavani, un'intervista realizzata in una comunità di suore di clausura.

### I premiati

#### Cortometraggi[4]
- Miglior corto: "Matar a un nino" (Spagna, 2012)
- Miglior soggetto: "Pollicino" (Italia, 2012)
- Miglior interprete: Giorgio Colangeli per "Terra" (Italia, 2012)
- Miglior corto medshort: "On ne mourra pas" (Algeria/Francia, 2012)
- Miglior corto sperimentale: "Miss Candace Hiliggoss' Flickering Halo" (Italia, 2012)
- Premio Orizzonti della Tecnica: "The spectres of Veronica" (Croazia, 2012)
- Premio del pubblico: "Le memorie di Adriano" (Italia, 2012)
- Premio giuria giornalisti: "Ekmek" (Turchia, 2012)
- Premio Eni: "Ekmek" (Turchia, 2012)
- Premio Giovani per Roma: "Babylon fast food" (Italia, 2012)
- Premio Mpnews.it: "Dicen" (Spagna, 2012)[5]

#### Premi alla carriera
Alexis Sweet (regia film Tv), Lina Nerli Taviani (costumi), Duccio Forzano (regia televisiva), Roberto Chevalier (doppiaggio), Angelo Zemella (organizzatore), Gino Tamagnini (truccatore), Mauro Tamagnini (parrucchiere), Nina Torresi (attrice), Primo Reggiani (attore), Romolo Eucalitto (fotografo di scena), Luca Montanari (montaggio), Maurizio Argenteri (fonico), Bruno Altissimi (produttore), Ennio Guarnieri (direttore della fotografia), Osvaldo Desideri (scenografia).

### La giuria
La giuria artistica del gran galà era formata da Massimiliano Bruno, Francesco Pannofino, Emanuela Rossi, Giorgio Ferrero, Giancarlo Scarchilli, Pappi Corsicato e Giorgia Würth.
La giuria giornalistica che ha assegnato il premio Giornalisti era composta da: Ilaria Grillini (Rai 1), Carlotta Adreani (TG5), Franca Leosini (Rai), Andrea Conti (caporedattore cultura e spettacolo di TGcom24), Alessio Viola (Sky TG24) e Giuseppe de Filippi (TG5).

### Evento specialeE la vita continua
Uno spazio speciale è stato riservato alla proiezione, fuori concorso, alla presenza del cast e del regista, del cortometraggio E la vita continua, diretto da Pino Quartullo, presentato alla mostra del cinema di Venezia 2012 e interpretato da Ricky Tognazzi, Francesco Pannofino, Emanuela Rossi, Pietro de Silva, Andrea Dianetti, Ludovico Fremont, Cesare Bocci, Laura Lattuada, che si avvale delle musiche di Vasco Rossi e di Pivio & Aldo De Scalzi. Concepito come un'opera di marketing sociale, prodotto dall'ex ministro della Salute Girolamo Sirchia, il corto tratta il tema della donazione degli organi e dei trapianti.

## Premi

### Premi della selezione ufficiale
- Miglior corto
- Miglior soggetto
- Miglior interprete
- Miglior corto Med Short
- Miglior corto Mobile Short (dal 2013)
- Miglior corto Web Short (dal 2013)
- Miglior corto Short Toons (dal 2013)
- Miglior corto sperimentale
- Premio Orizzonti della Tecnica

### Altri premi
Premio giuria giornalisti, Premio del pubblico, Premio Giovani per Roma, Premio MPNews.it, Premio ENI, Premio AMG – Arco Multimedia Group

### Premi alla carriera
Regia film Tv, costumi, regia televisiva, doppiaggio, organizzatore, truccatore, parrucchiere, attrice, attore, fotografo di scena, montaggio, fonico, Produttore, direttore della fotografia, scenografia